# Paramacroxiphus brunneus
Paramacroxiphus brunneus är en insektsart som beskrevs av Sigfrid Ingrisch 2008. Paramacroxiphus brunneus ingår i släktet Paramacroxiphus och familjen vårtbitare. Inga underarter finns listade i Catalogue of Life.